# JetBrains MPS
MPS (Meta Programming System) — система метапрограммирования, разработанная JetBrains. Она реализует парадигму языково-ориентированного программирования, является средой разработки языков и в то же время IDE для разрабатываемых языков.

## Разработка языков
MPS позволяет разрабатывать новые языки программирования и языковые расширения существующих языков.
Применение языков, специфичных для конкретной предметной области, может упростить работу разработчиков, использующих языки общего назначения. К примеру, программист, использующий язык Java для разработки финансового программного обеспечения, мог бы использовать языковое расширение, позволяющее в исходном коде программы работать с денежными величинами. Однако, традиционное текстовое представление программы не способствует применению подобных расширений из-за возможной грамматической неопределенности, вызванной конфликтом расширений — одна и та же текстовая нотация может иметь разную семантику для разных расширений.
В MPS грамматическая двойственность решена работой непосредственно с абстрактным синтаксическим деревом, которое редактируется проекционным редактором в текстовой манере.

## Встроенные языки
Base Language — внутренняя реализация Java, взятой за базовый язык, на основе которого реализовано множество расширений, включенных в MPS:
- collections — язык запросов к коллекциям
- dates — DSL для работы с датами
- closures — добавляет поддержку замыканий
- regular expressions — язык описания регулярных выражений

Языки описания языков:
- structure language — язык описания языковых концептов
- editor language — язык описания редактирования языковых концептов
- constraints language — язык описания связей
- typesystem language — язык описания системы типов
- generator language — язык описания генерации языка в другой целевой язык

## Применение
В октябре 2009 JetBrains был выпущен багтрекер YouTrack — первый коммерческий продукт, созданный при помощи MPS.
В апреле 2010 выпущена бета-версия Realaxy ActionScript Editor — первая IDE, основанная на MPS.